# JT LeRoy
Jeremy „Terminator“ LeRoy  (* angeblich 31. Oktober 1980 in West Virginia) ist das Pseudonym einer amerikanischen Autorin, die zunächst unter dem Namen Terminator, später JT LeRoy veröffentlichte, in der Öffentlichkeit nur mit Sonnenbrille und Perücke auftrat, sich als ehemaliger Stricher und HIV-positiv ausgab und deren Bücher als autobiographisch inspiriert galten. Sie handelten von Prostitution, sexuellem Kindesmissbrauch und Drogenkonsum. Im Oktober 2005 ließ sich jedoch der Beweis erbringen, dass JT LeRoy ein von Laura Albert geschaffener Hoax war, JT LeRoy demnach weder ein Mann ist noch eine annähernde Vita durchlebt hat. LeRoy wurde vielmehr als Savannah Knoop identifiziert, eine Halbschwester von Alberts damaligem Partner Geoffrey Knoop.

## Hintergründe
Laura Albert bezeichnet JT als real. In einem Beitrag der arte-Sendung Tracks wird berichtet, dass JT eine Identität Lauras sein könnte, welche sich durch jahrelange Misshandlung gebildet habe, und sie eine dissoziative Identitätsstörung hätte.
Albert berichtet, dass sie, wenn sie mit der Telefonseelsorge sprach, eine männliche Identität annahm, um über all dies sprechen zu können. Die Erschaffung von Jeremy habe ihr die nötige Distanz gegeben, um über die Misshandlungen zu sprechen, ohne sie selbst erneut durchleben zu müssen.
Unter dem Pseudonym JT LeRoy schreibt Albert die Bücher und Knoop spielt in der Öffentlichkeit die Rolle Jeremies.
Kritiker meinen, dass dieser Fall literarischer Täuschung nur einer unter vielen sei, bei denen durch eine vermeintlich dramatische Vita eine besondere Glaubwürdigkeit hervorgerufen werden soll (vgl. Boudewijn Büch, James Frey, Marek van der Jagt, Nasdijj, Ern Malley, Kathleen O’Beirne, Margaret Seltzer, Binjamin Wilkomirski, Laurel Rose Willson).

## Werke
- Sarah. Reclam, Leipzig 2001, ISBN 3-379-00780-3. (deutsch)
- The Heart is Deceitful Above All Things. Bloomsbury USA 2001, ISBN 1-58234-142-7.
  - deutsch: Jeremiah. Reclam, Leipzig 2002, ISBN 3-379-00784-6.
- Harold's End. Last Gasp, 2005, ISBN 0-86719-614-9.

### Verfilmungen
- The Heart Is Deceitful Above All Things
- House of Boys (in Arbeit)
- Zu schön um wahr zu sein – Die JT LeRoy Story (2019)